# Schultesia brachyptera
Schultesia brachyptera là một loài thực vật có hoa trong họ Long đởm. Loài này được Cham. miêu tả khoa học đầu tiên năm 1833.